# Канадський народний блок

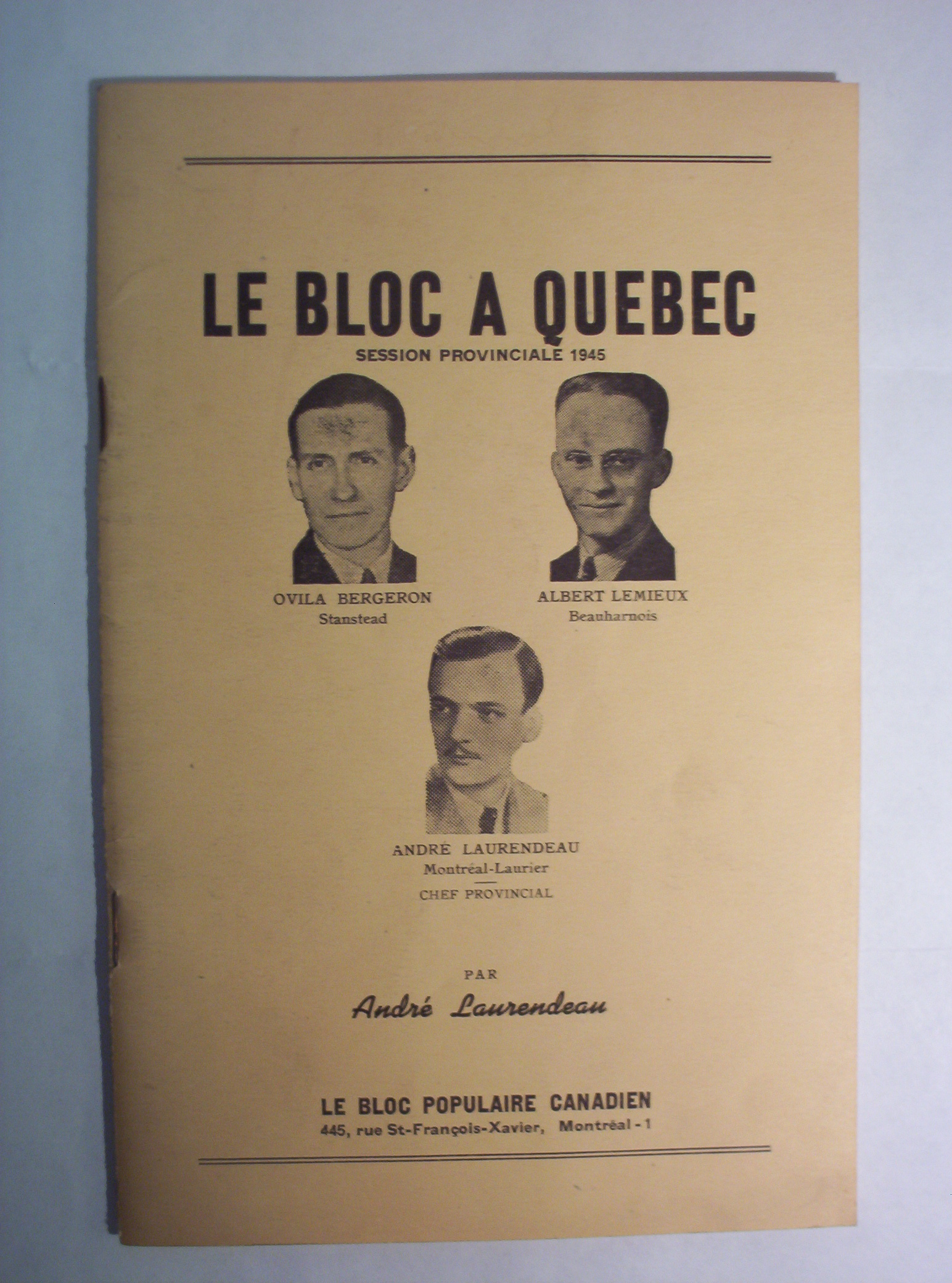
Брошура Народного блоку (1945)

Кана́дський наро́дний блок (фр. Bloc populaire canadien), або просто Народний блок (фр. Bloc populaire) — квебекська і канадська політична партія, заснована 8 вересня 1942 року, яка стояла на націоналістичних засадах та більшість членів якої складали корінні квебекці. Партія ставила за мету зашкодити примусовому призову до канадського війська під час Другої світової війни.
У воєнний час значна частина франко-канадців сприймала війну як «чужу», вважала, що війна відповідає інтересам Великої Британії, а не Канади — і не хотіла битися та вмирати «за англійського короля». Сам факт, що федеральний уряд Канади проголосив військову службу обов'язковою, викликав масове обурення та численні акції протесту. Народний блок був створений для політичної протидії призову і, бажано, його повної відміни.
Партія висувала кандидатів як на провінційних, так і на федеральних виборах: переважно у Квебеку, але також на півночі провінції Онтаріо. До федерального парламенту було обрано 2-х, а до квебекського — 4-х депутатів.
Гідним уваги є те, що тоді серед активістів Народного блоку був П'єр Іліот Трюдо, майбутній прем'єр-міністр Канади. У ті часи він був переконаним квебекським націоналістом, тоді як у подальшому політичному житті виступав проти будь-яких націоналістичних проявів квебекців.
Інші відомі члени Народного блоку: Жан Драпо (фр. Jean Drapeau) — майбутній мер міста Монреаль, і Андре Лорандо (фр. André Laurendeau) — майбутній редактор газети «Ле Девуар» (фр. Le Devoir).
Партію було розпущено 6 липня 1947 року.